# Jan II van Montfaucon
Jan II van Montfaucon (overleden in 1318) was van 1309 tot aan zijn dood heer van Montfaucon.

## Levensloop
Jan II was de oudste zoon van heer Wouter II van Montfaucon en diens echtgenote Mathilde van Chassin, vrouwe van Lamarche. In 1309 volgde hij zijn vader op als heer van Montfaucon, Orbe en Echallens.
In 1317 ondertekende hij twee verdragen met graaf Amadeus V van Savoye. In het eerste verdrag stond hij zijn leengoederen in Corcelles, Suchy en Yverdon en bijgevolg ook de rechten van het huis Montfaucon in dat gebied af aan Amadeus V. In het tweede wees hij de graaf van Savoye zijn leengoederen in Echallens en Montagny-le-Corbos toe, die hij na huldiging aan Amadeus V als suzerein bestuurde.
In 1318 stierf Jan II zonder mannelijke nakomelingen na te laten. Hij verdeelde zijn landgoederen tussen zijn dochter Johanna, die in de domeinen in de Franche-Comté kreeg toegewezen, en zijn broers, die de gebieden in het prinsbisdom Lausanne kregen toegewezen. Zijn broer Hendrik volgde hem op als heer van Montfaucon.

## Huwelijk en nakomelingen
Rond 1300 huwde Jan II met Agnes (overleden tussen 1348 en 1356), vrouwe van Vuillafans-le-Neuf. Ze kregen een dochter:
- Johanna, huwde in 1325 met graaf Lodewijk van Neuchâtel.